# 水色の恋
「水色の恋」（みずいろのこい）は、1971年〈昭和46年〉10月1日に発売された天地真理のデビューシングル

## 解説
- 「白雪姫」のキャッチフレーズで歌手デビューを果たす。
- 累計売上は80万枚[1]に達した。

## オリコンチャート記録
- オリコン10位以内には、1971年（昭和46年）11月22日に9位で初登場。その後徐々に成績を伸ばしてゆき、週間オリコンチャート3位まで上り詰めた。
- オリコン10位以内に12週連続チャート入り、100位以内に27週ランクインするなどのロングヒットを記録した作品となった。オリコン集計では43.2万枚。また、1972年(昭和47年）の年間オリコンチャートでは29位を記録した。
- この曲から11枚目のシングルまで11作連続オリコンTOP10を記録していく。

## 収録曲
- 両楽曲共に、編曲：森岡賢一郎

1. 水色の恋（3分4秒）
作詞：田上えり・PESCE CARLOS／作曲：田上みどり・LATASA FELICIANO
  - TBS系テレビドラマ『時間ですよ』、及び、TBS系テレビアニメ『ふしぎなメルモ』の挿入歌として使用された。
2. 風を見た人（2分56秒）
作詞：安井かずみ／作曲：村井邦彦

## 「水色の恋」著作権の変遷
「水色の恋」は、後にヤマハポピュラーソングコンテストの第1回として扱われることになった「'69作曲コンクール」のエントリー曲のひとつであり、発表当初はオリジナル楽曲とされていたが、旋律の一部がアルゼンチン・タンゴの楽曲「ビクトリア・ホテル」と類似していたため、後年にはそちらが原曲として扱われるようになった。このため、著作権の表示には時期により異同がある。
- 1971年 - 2000年
  - 作詞：田上えり／作曲：田上みどり／補作曲・編曲：森岡賢一郎
- 2000年 - 現在
  - 作詞：田上えり・PESCE CARLOS／作曲：田上みどり・LATASA FELICIANO／編曲：森岡賢一郎

一部通信カラオケでは、2018年に入ってもなお「作詞：田上えり／作曲：田上みどり／補作曲：森岡賢一郎」とクレジットされた状態である。
日本音楽著作権協会（JASRAC）での登録上は「外国作品」扱いである。JASRAC作品コード：1E4-0226-6／出典：PJ(サブ出版者作品届) 。
2018年時点における本楽曲の著作隣接権は、EDITORIAL PERROTTI S R Lとヤマハミュージックエンタテインメントホールディングスと日本アメリカーナ音楽出版株式会社（サブ出版）が持っている。

## 収録アルバム
- GOLDEN☆BEST 天地真理 コンプリート・シングル・コレクション・アンド・モア
- 天地真理 プレミアム・ボックス
- 35th Anniversary（2006年ヴォーカル・ニューバージョン）